# Un amor perfecte
Un amor perfecte  (títol original: Un amore perfetto) és una comèdia romàntica italiana del 2002 dirigida per Valerio Andrei. Protagonitzada per Cesare Cremonini, que quan es va estrenar la pel·lícula era el cantant principal del grup de música popular italiana Lùnapop; i per Martina Stella, llavors una estrella emergent que segueix la seva actuació de debut el 2001 en la pel·lícula L'últim petó i Denis Fasolo. Ha estat doblada al català.

## Argument
Ceghe (Cremonini) I Berni (Fasolo) són dos amics propers que estan preocupats per la transició a les seves vides d'adult. Coneixen Laura (Stella) un vespre en un cabaret, i els tres ràpidament esdevenen un grup que comparteix "un amor perfecte." Tanmateix, impulsos romàntics entre Laura i cadascú dels dos homes acaben finalment per estripar la vella amistat.
Mentre es desplega aquest escenari, Ceghe és conscient d'una lucrativa oportunitat de vendre un objecte valuós que tenen els hostes de l'hotel regentat pels seus pares. Les circumstàncies i els riscos de l'oportunitat no són clars, però Ceghe esdevé cada cop més determinat a fer una fortuna robant i venent l'element.

## Repartiment
- Martina Stella: Laura
- Cesare Cremonini: Cè
- Denis Fasolo: Berni
- Chiara Sani: Vicinona
- Maria Mazza: Betty

Resta de repartiment llistat alfabèticament: 
- Andrea Ascolese
- Piergiorgio Fasolo
- Mascia Foschi
- Evelina Mannà
- Mauro Mercatali
- Elisabetta Rocchetti

## Rebuda
Les crítiques descriuen generalment la trama d'Un amor perfecte com una peça lleugera. Consideren la pel·lícula principalment un vehicle de màrqueting, creat per capitalitzar en la popularitat de Cremonini i Stella.